# Явор (река)
Вижте пояснителната страница за други значения на Явор.
Явор (или Пенкьовска река) е река в Южна България, област Перник, общини Трън и Земен, ляв приток на Треклянска река от басейна на Струма. Дължината ѝ е 32 km. Отводнява източните и северни склонове на Пенкьовска планина, югоизточните склонове на Еловишка планина и западните и южни склонове на Ерулска планина.
Река Явор извира над село Горочевци под името Ясеница или Асеница, на 1200 m н.в., на 400 м източно от връх Плоча (1329 м), най-високата точка на Еловишка планина, след вливането в нея при изхода на селото на потока Престол, идващ от престолския дол, става Явор река. Тече в южна посока в сравнително широка и слабо залесена долина между Еловишка и Пенкьовска планина на запад и юг и Ерулска планина на изток. На 4,5 km южно от село Пенкьовци завива на изток, достига до Дивлянската котловина и отново тръгва на юг. След около 5 km при село Калотинци се влива отляво в Треклянска река на 629 m н.в.
Водосборният басейн на реката е с площ от 186 km2.
Основни притоци на реката са само леви: Престолски дол, Ракитов дол, Дивлянска река (най-голям приток) и Селска река.
Максималният отток на реката е през март, а минималният – септември.
По течението на реката са разположени 6 села:
- Община Трън – Горочевци, Видрар, Докьовци, Пенкьовци;
- Община Земен – Дивля, Калотинци.

Малка част от водите на реката, главно в долното течение се използват за напояване.
По долината на реката преминават участъци от два пътя от Държавната пътна мрежа:
- Участък от 2,7 km от разклона за село Смиров дол до село Калотинци от третокласен път № 605 Батановци – Еловдол – Калотинци;
- Участък от 16 km от село Горочевци до завоя на реката на изток от третокласен път № 637 Трън – Трекляно – Драговищица.[1]

## Топографска карта
- Лист от карта K-34-46. Мащаб: 1 : 100 000.
- Лист от карта K-34-58. Мащаб: 1 : 100 000.